# Zdeněk Folprecht (skladatel)

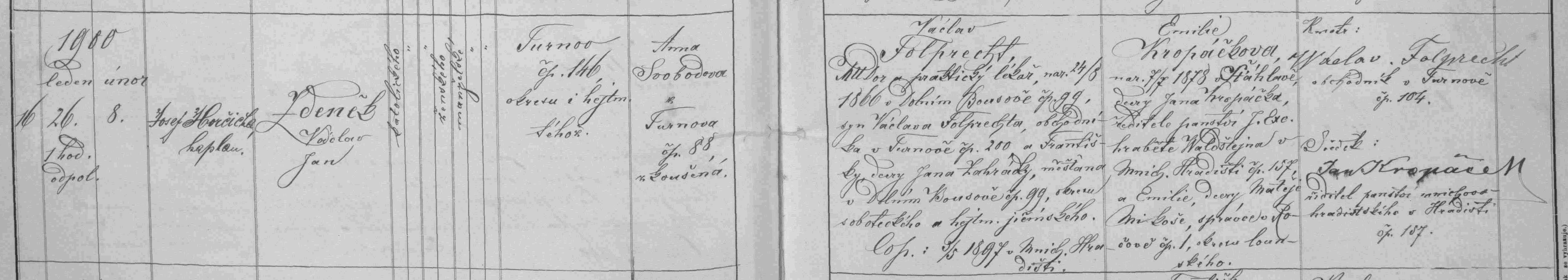
matriční záznam o narození a křtu Zdeňka Folprechta (matrika N index N 1897-1906 Turnov (SOA Zámrsk))

Zdeněk Folprecht (26. ledna 1900 Turnov – 29. října 1961 Praha) byl český hudební skladatel a dirigent.

## Život

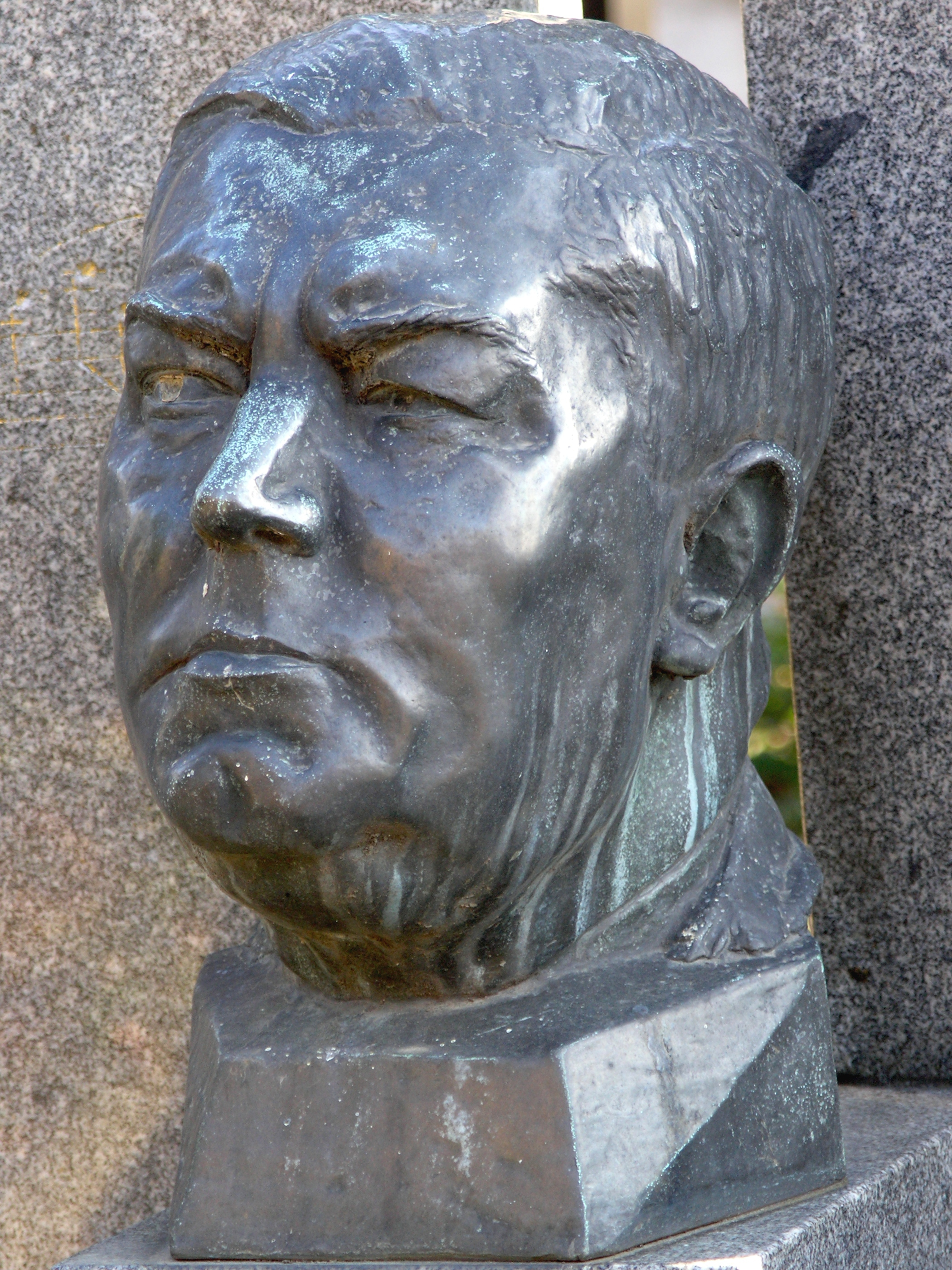
Busta na Vyšehradském hřbitově

Po absolvování gymnázia studoval skladbu na Pražské konzervatoři u Josefa Bohuslava Foerstra. Ve studiu pokračoval na mistrovské škole u Vítězslava Nováka (skladba) a Václava Talicha (dirigování).
Od roku 1939 byl dirigentem opery Slovenského národního divadla. Ředitelem opery byl tehdy Oskar Nedbal, který mu pomohl uvést na scénu jeho jevištní díla. Stal se součástí slovenského hudebního života. Řídil tehdy ještě amatérskou Slovenskou filharmonii a stal se jejím uměleckým šéfem. Nahrával pro rozhlas i na gramofonové desky a byl často zván na hostování do zahraničí.
V pražském Národním divadle hostoval několikrát již během svého působení v Bratislavě. V roce 1939 byl Václavem Talichem angažován natrvalo a setrval až do roku 1961 jako dirigent a hlasový poradce. Často doprovázel sólisty Národního divadla při koncertních vystoupeních. Byl dále zván na hostování do zahraničí zejména na řízení operních děl českých skladatelů. Dostalo se mu i zahraničního ocenění. V roce 1947 ho rumunský král Michal l. jmenoval důstojníkem řádu Rumunské koruny.
Zemřel náhle v roce 1961. Je pohřben na Vyšehradském hřbitově.

## Ocenění
- 1958 Vyznamenání Za vynikající práci [4]

## Dílo

### Jevištní díla
- Lásky hra osudná, opera podle hry bratří Čapků (1922, premiéra ve Slovenském národním divadle 13. listopadu 1926)[5]
- Zlomené srdce, scénická symfonie na vlastní text (1934, premiéra ve SND 18. ledna 1936).

### Orchestrální skladby
- Nálady pro komorní orchestr (1926)
- Ztracenou dolinou, fantasie na slovenské lidové písně (1934)
- Symfonie č. 1 (1935)
- Scherzo fantastico (1937)
- Letní slunovrat (1938)
- Koncert pro klavír a orchestr (1940 – cena České akademie věd a umění)
- Slavnostní předehra (1943)
- Symfonie č. 2 Míru (1947)
- Symfonietta (1948)
- Symfonie č. 3 Radostná (1950)
- Koncert pro housle a orchestr (1951)
- Večerní hudba, serenáda (1957)
- Rondo brillante pro klavír a orchestr (1958)
- Symfonie č. 4 (1959)

### Kantáty
- Hymnus vzkriesenia (1929 – cena České akademie věd a umění)
- České jaro (1944 – cena České akademie věd a umění)
- Hymnus osvobození (1945)

### Komorní skladby
- Suita pro klavír (1925)
- Rondo pro dva klavíry (1952)
- Sonatina pro housle a klavír (1942)
- Capriccio pro housle a klavír (1956)
- Malá suita ve starém slohu pro flétnu a harfu (1937)
- 1. smyčcový kvartet (1934)
- 2. smyčcový kvartet (1949)
- 3. smyčcový kvartet (1955)
- Smyčcový kvintet se dvěma violami (1930)
- Dechový kvintet (1938)
- Concertino pro devět sólových nástrojů (1942 – cena Českého spolku pro komorní hudbu)

### Písně
- Písně op. 1
- Tři písně na francouzskou poesii (překlad Karel Čapek, 1938)
- Písně Dálného Východu (1941)
- Veselé písničky (1944)
- Tajná láska (na slova španělské lidové poesie, 1945 – cena České akademie věd a umění)
- Několik sbírek úprav českých a slovenských lidových písní.

### Sbory
- Sbory op. 7
- 2 ženské sbory op. 12
- 2 mužské sbory